# Jaume Masiá
Jaume Masiá, né le 31 octobre 2000 à Algemesí, est un pilote de vitesse moto espagnol. Il participe en 2024 au championnat du monde de vitesse Moto2 et en 2025 en Supersport du WSSP.

## Biographie

### Débuts
En 2013, Jaume Masiá commence à se faire un nom dans le monde de la moto, en effet il termine sixième du pré-Moto3 espagnol, avant de migrer le temps d’une saison en Red Bull MotoGP Rookies Cup. De retour en FIM CEV Repsol à compter de la campagne 2015, il obtient un podium et se classe cinquième de la catégorie Moto3. Rétrogradé au quinzième rang en 2016, le pilote ibérique se relance pour atteindre la deuxième place du Championnat 2017. Parallèlement, l’Espagnol fait quatre apparitions sur la scène internationale en tant que remplaçant de Darryn Binder et se hisse d’emblée dans le Top 10 en Autriche. Et il en inscrira davantage, une fois titularisé chez Bester Capital Dubai en 2018. Le Valencien, classé 13e de sa première saison, continuera ainsi l’aventure en compagnie de son équipe. Pour la saison 2020, il rejoint l'équipe Leopard Racing aux côtés de l'italien Dennis Foggia sur une Honda NSF250RW.
Il remporte le titre en catégorie Moto3 le 19 novembre 2023.

## Résultats en championnat
Résultats en Championnats du monde de vitesse moto depuis ses débuts en 2017 :

### Par saison
(Mise à jour après le Grand Prix moto de la Communauté valencienne 2023)
| Année | Cat.  | Moto  | Equipe                   | GP  | Victoires | Podiums | Poles | M.Tour | Points | Position |
| ----- | ----- | ----- | ------------------------ | --- | --------- | ------- | ----- | ------ | ------ | -------- |
| 2017  | Moto3 | KTM   | Platinum Bay Real Estate | 4   | 0         | 0       | 0     | 1      | 13     | 27e      |
| 2017  | Moto3 | KTM   | Cuna de Campeones        | 4   | 0         | 0       | 0     | 1      | 13     | 27e      |
| 2018  | Moto3 | KTM   | Bester Capital Dubai     | 17  | 0         | 0       | 0     | 2      | 76     | 13e      |
| 2019  | Moto3 | KTM   | Bester Capital Dubai     | 17  | 1         | 4       | 1     | 1      | 121    | 9e       |
| 2020  | Moto3 | Honda | Leopard Racing           | 15  | 2         | 3       | 1     | 2      | 140    | 6e       |
| 2021  | Moto3 | KTM   | Red Bull KTM Ajo         | 18  | 1         | 4       | 2     | 2      | 171    | 4e       |
| 2022  | Moto3 | KTM   | Red Bull KTM Ajo         | 20  | 2         | 6       | 0     | 6      | 177    | 6e       |
| 2023  | Moto3 | Honda | Leopard Racing           | 20  | 4         | 10      | 6     | 1      | 273    | 1er      |
| Total | Total | Total | Total                    | 111 | 10        | 27      | 11    | 15     | 971    |          |

### Par catégorie
(Mise à jour après le Grand Prix moto de la Communauté valencienne 2023)
| Catégorie | Saisons   | 1er GP        | 1er podium     | 1re victoire   | GP  | Victoires | Podiums | Poles | M.Tour | Points | Position |
| --------- | --------- | ------------- | -------------- | -------------- | --- | --------- | ------- | ----- | ------ | ------ | -------- |
| Moto3     | 2017–2023 | Autriche 2017 | Argentine 2019 | Argentine 2019 | 111 | 10        | 27      | 11    | 15     | 971    | 1        |
| Total     | 2017–2023 | 2017–2023     | 2017–2023      | 2017–2023      | 111 | 10        | 27      | 11    | 15     | 971    | 1        |

### Par constructeurs
Mise à jour après le  Grand Prix moto des Amériques 2019
| Constructeurs | Catégories | Saisons | Courses | Victoires | Podiums | Pôles | Meilleur tour | Points | Titres |
| ------------- | ---------- | ------- | ------- | --------- | ------- | ----- | ------------- | ------ | ------ |
| KTM           | Moto3      | 3       | 24      | 1         | 2       | 1     | 3             | 134    | 0      |
| Total         |            | 3       | 24      | 1         | 2       | 1     | 3             | 134    | 0      |

### Par course
(Les courses en gras indiquent une pole position; les courses en italiques indiquent un meilleur tour en course)
| Année | Cat.  | Moto  | 1       | 2       | 3       | 4       | 5       | 6       | 7       | 8       | 9      | 10      | 11      | 12      | 13      | 14      | 15      | 16      | 17      | 18     | 19      | 20     | Position | Points |
| ----- | ----- | ----- | ------- | ------- | ------- | ------- | ------- | ------- | ------- | ------- | ------ | ------- | ------- | ------- | ------- | ------- | ------- | ------- | ------- | ------ | ------- | ------ | -------- | ------ |
| 2017  | Moto3 | KTM   | QAT     | ARG     | AME     | SPA     | FRA     | ITA     | CAT     | NED     | GER    | CZE     | AUT 9   | GBR Ab. | RSM 10  | ARA 21  | JPN     | AUS     | MAL     | VAL    |         |        | 27e      | 13     |
| 2018  | Moto3 | KTM   | QAT 12  | ARG Ab. | AME 21  | SPA 5   | FRA 10  | ITA Ab. | CAT Ab. | NED 4   | GER 6  | CZE 17  | AUT 6   | GBR C   | RSM Ab. | ARA 9   | THA 17  | JPN 11  | AUS Ab. | MAL    | VAL 6   |        | 13e      | 76     |
| 2019  | Moto3 | KTM   | QAT Ab. | ARG 1   | AME 2   | SPA Ab. | FRA 12  | ITA 3   | CAT Ab. | NED Ab. | GER 16 | CZE 4   | AUT Ab. | GBR 11  | RSM 4   | ARA Ab. | THA     | JPN 7   | AUS Ab. | MAL 3  | VAL DNS |        | 9e       | 121    |
| 2020  | Moto3 | Honda | QAT 4   | SPA 10  | AND Ab. | CZE Ab. | AUT 2   | STY 14  | RSM 7   | EMR 5   | CAT 7  | FRA 4   | ARA 1   | TER 1   | EUR Ab. | VAL 9   | POR Ab. |         |         |        |         |        | 6e       | 140    |
| 2021  | Moto3 | KTM   | QAT 1   | DOA 9   | POR 9   | SPA 21  | FRA Ab. | ITA 2   | CAT 4   | GER Ab. | NED 20 | STY 4   | AUT 6   | GBR 6   | ARA 10  | RSM 5   | AME 4   | EMI 2   | ALR 19  | VAL 3  |         |        | 4e       | 171    |
| 2022  | Moto3 | KTM   | QAT Ab. | IND 7   | ARG Ab. | AME 1   | POR 2   | SPA 3   | FRA 1   | ITA 17  | CAT 8  | GER 12  | NED Ab. | GBR 2   | AUT 18  | RSM 2   | ARA 8   | JPN Ab. | THA 8   | AUS 15 | MAL 4   | VAL 22 | 6e       | 177    |
| 2023  | Moto3 | Honda | POR 5   | ARG Ab. | AME 2   | SPA 3   | FRA 3   | ITA 5   | GER 6   | NED 1   | GBR 18 | AUT Ab. | CAT 2   | RSM 2   | IND 1   | JPN 1   | INA 6   | AUS 8   | THA 4   | MAL 3  | QAT 1   | VAL 14 | 1er      | 273    |

Système d’attribution des points
| Position | 1er | 2e | 3e | 4e | 5e | 6e | 7e | 8e | 9e | 10e | 11e | 12e | 13e | 14e | 15e |
| Points   | 25  | 20 | 16 | 13 | 11 | 10 | 9  | 8  | 7  | 6   | 5   | 4   | 3   | 2   | 1   |

| Couleur | Résultat                     |
| ------- | ---------------------------- |
| Or      | Vainqueur                    |
| Argent  | 2e place                     |
| Bronze  | 3e place                     |
| Vert    | Terminé, dans les points     |
| Bleu    | Terminé, pas dans les points |
| Violet  | Abandon (Ab.) ou (Ret)       |
| Violet  | Non classé (NC)              |
| Rouge   | Pas qualifié (DNQ)           |
| Noir    | Disqualifié (DSQ)            |
| Blanc   | Pas au départ (DNS)          |
| Blanc   | Forfait (WD)                 |
| Blanc   | N'a pas participé (DNP)      |
| Blanc   | Blessé (INJ)                 |
| Blanc   | Exclu (EX)                   |
| Blanc   | Course annulée (C)           |

#### Par Grand Prix
Mise à jour après le  Grand Prix moto des Amériques 2019
| Grands Prix        | Circuits                      | Participations | Pole Positions | Meilleurs tours | Podiums | Victoires | Année de la victoire | Abandons | Points inscrits |
| ------------------ | ----------------------------- | -------------- | -------------- | --------------- | ------- | --------- | -------------------- | -------- | --------------- |
| Qatar              | Losail                        | 2              | 0              | 0               | 0       | 0         | -                    | 1        | 4 pts           |
| Argentine          | Autódromo Termas de Río Hondo | 2              | 1              | 0               | 1       | 1         | 2019                 | 1        | 25 pts          |
| Austin             | Circuit des Amériques         | 2              | 0              | 0               | 1       | 0         | -                    | 0        | 20 pts          |
| Espagne            | Jerez                         | 1              | 0              | 0               | 0       | 0         | -                    | 0        | 11 pts          |
| France             | Le Mans                       | 1              | 0              | 0               | 0       | 0         | -                    | 0        | 6 pts           |
| Italie             | Mugello                       | 1              | 0              | 0               | 0       | 0         | -                    | 1        | 0 pts           |
| Catalogne          | Barcelone                     | 1              | 0              | 1               | 0       | 0         | -                    | 1        | 0 pts           |
| Pays-Bas           | TT Circuit Assen              | 1              | 0              | 0               | 0       | 0         | -                    | 0        | 13 pts          |
| Allemagne          | Sachsenring                   | 1              | 0              | 0               | 0       | 0         | -                    | 0        | 10 pts          |
| République tchèque | Brno                          | 1              | 0              | 0               | 0       | 0         | -                    | 0        | 0 pts           |
| Autriche           | Red Bull Ring                 | 2              | 0              | 1               | 0       | 0         | -                    | 0        | 17 pts          |
| Grande-Bretagne    | Silverstone                   | 1              | 0              | 0               | 0       | 0         | -                    | 1        | 0 pts           |
| Saint-Marin        | Misano                        | 2              | 0              | 0               | 0       | 0         | -                    | 1        | 6 pts           |
| Aragon             | Motorland Aragon              | 2              | 0              | 1               | 0       | 0         | -                    | 1        | 7 pts           |
| Thaïlande          | Buriram                       | 1              | 0              | 0               | 0       | 0         | -                    | 0        | 0 pts           |
| Japon              | Motegi                        | 1              | 0              | 0               | 0       | 0         | -                    | 0        | 5 pts           |
| Australie          | Phillip Island                | 1              | 0              | 0               | 0       | 0         | -                    | 1        | 0 pts           |
| Valence            | Valence                       | 1              | 0              | 0               | 0       | 0         | -                    | 0        | 10 pts          |

## Palmarès

### Victoire en Moto3: 10
| Année | Lieu du Grand Prix            | Circuit                         | Ville               |
| ----- | ----------------------------- | ------------------------------- | ------------------- |
| 2019  | Grand Prix moto d'Argentine   | Autódromo Termas de Río Hondo   | Termas de Río Hondo |
| 2020  | Grand Prix moto d'Aragon      | Circuit Motorland Aragon        | Alcañiz             |
| 2020  | Grand Prix de Teruel          | Circuit Motorland Aragon        | Alcañiz             |
| 2021  | Grand Prix moto du Qatar      | Circuit international de Losail | Doha                |
| 2022  | Grand Prix moto des Amériques | Circuit des Amériques           | Austin              |
| 2022  | Grand Prix moto de France     | Circuit Bugatti                 | Le Mans             |
| 2023  | Grand Prix moto des Pays-Bas  | TT Circuit Assen                | Assen               |
| 2023  | Grand Prix moto d'Inde        | Circuit international Buddh     | Greater Noida       |
| 2023  | Grand Prix moto du Japon      | Circuit de Motegi               | Motegi              |
| 2023  | Grand Prix moto du Qatar      | Circuit international de Losail | Doha                |